# 禄丰站
禄丰站是一个成昆铁路上的车站，位于云南省禄丰县金山镇北6公里的土官村，建于1966年，1970年投入使用。
禄丰站目前为四等站，隶属昆明铁路局管辖，西距广通站42公里，成都站989公里，东距昆明站111公里。该站不办理客运业务；货运办理整车、零担货物发到。